# 美国陆军第70步兵师
第70步兵师（英語：The 70th Infantry Division），绰号“开拓者”（Trailblazers），是美国陆军在二战期间的一支步兵师。该部队曾在美军第七集团军于萨尔布吕肯以南攻入德国时作为其先头部队。
第70步兵师在1943年于俄勒冈州阿代尔军营完成入役。部队在二战中分配至欧洲战区，在1945年返回美国后即被解散。该师在1952年重新组建为作战单位，并在1959年5月于密歇根州底特律整编为第70作训师，之后部队迁至密歇根州弗雷泽。
1979年，部队被改编为第70作训师第70步兵训练团。1991年沙漠风暴行动期间，第70团接管位于佐治亚州本宁堡的美国陆军步兵学校的相关活动。1996年11月15日，部队正式解散。16日，第124陆军预备役部队（124th Army Reserve Command）继承该师的番号与历史。2000年，第70地方支援部队（Regional Support Command）改为第70地方备战部队（Regional Readiness Command），并且开始发展与第70步兵师老兵及其协会的关系与历史。
其绰号“开拓者”源自于历史上前往美国西部俄勒冈州，在太平洋西北地区常青森林中的“开拓”道路的先驱者们。第70步兵师于1943年在其组建时便采用了此绰号。他们因此也被称作“开拓者师”。

## 第二次世界大战
- 入役时间：1945年6月15日
- 启程出国日期：1944年12月（海伦特遣队）；1945年1月8日（后援部队）
- 参与战役：阿登-阿尔萨斯，莱茵兰战役，中欧会战
- 作战时间：86天
- 杰出部队嘉奖令：1次
- 获得勋章：12枚杰出服役十字勋章，228枚银星勋章（4枚带簇），7枚功绩勋章，16枚士兵勋章，430枚铜星勋章（14枚带簇），1枚军功十字勋章（英国），20枚航空勋章（英语：Air Medal），3次功绩单位嘉奖
- 历任师长
  - 约翰·达尔基斯特少将（1943年6月-1944年7月）
  - 埃里森·巴内特少将（1944年7月-1945年7月）
  - 托马斯·海伦准将（1945年7月-1945年10月）
- 返回美国日期：1945年10月10日
- 解散日期：1945年10月11日

## 战斗历史

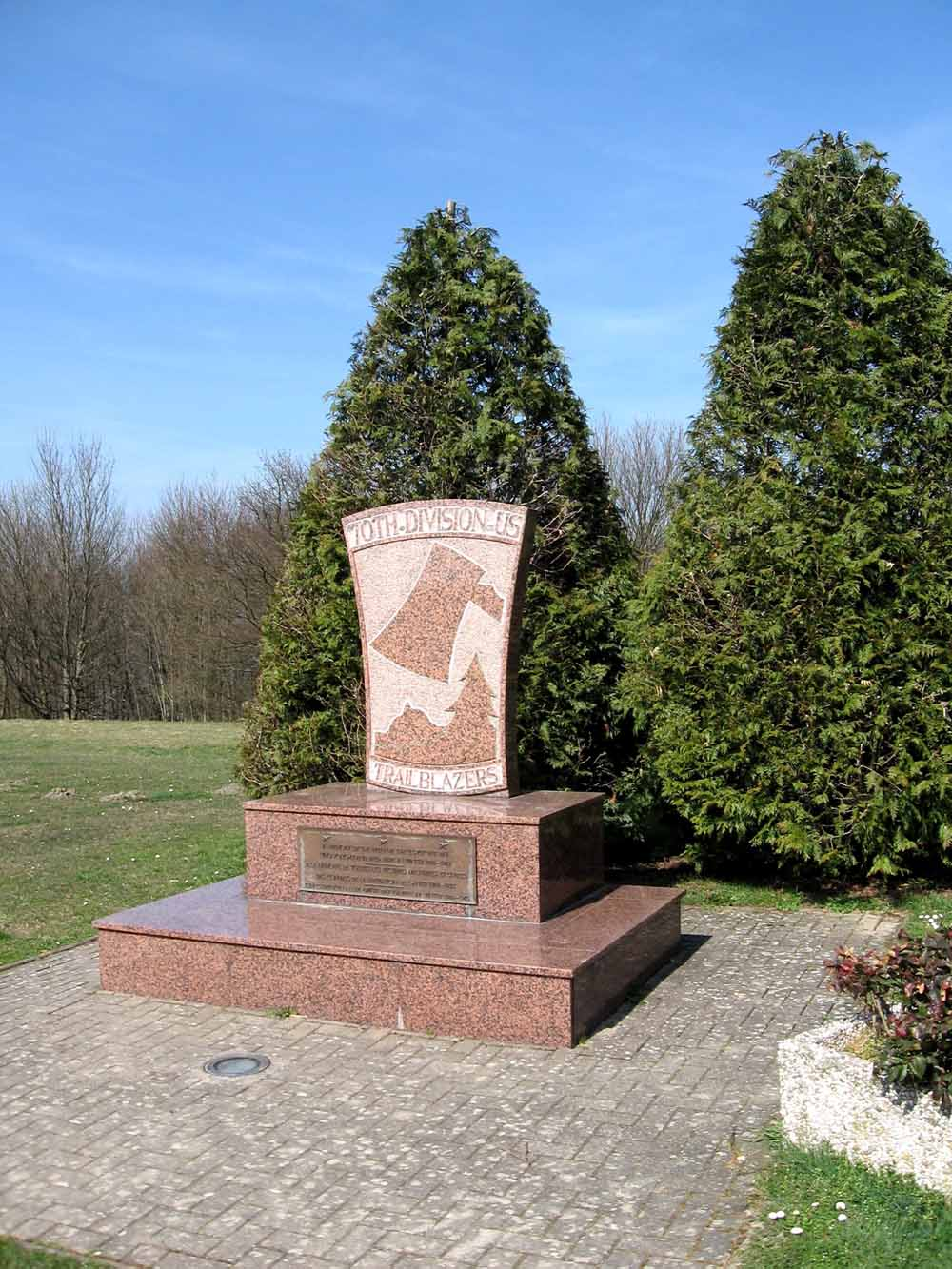
位于斯蒂兰旺代附近斯皮舍朗高地的第70师阵亡士兵纪念碑

第70步兵师的3支步兵团——第274团、第275团和第276团于1944年12月10日至15日抵达法国马赛。在该师的剩余部队于1945年1月18日抵达之前，这三支步兵团在副师长托马斯·海伦的指挥下编为海伦特遣队（Task Force Herren）。海伦特遣队于1944年12月28日接管了位于比什维莱尔附近，阿格诺森林以南的莱茵河西岸防线。该师的单位参加了阻挡德军北风行动的战斗，并向比奇与阿格诺之间位于菲利普斯堡与万让的敌军发动攻击。1945年1月中旬，特遣队前往位于萨尔布吕肯正南方的区域，随后在该地执行侦查与战斗巡逻任务并巩固防御阵地。在该师的剩余部队抵达后，海伦特遣队随即解散。
该师在继续进行巡逻及战斗任务的同时为2月中旬的一场攻势作准备。1945年2月17日，该师从萨尔河下游发动进攻。第70步兵师进驻一座俯瞰萨尔布吕肯的高地，随后攻入福尔巴克，占领斯蒂兰旺代并于1945年3月20日跨过萨尔河后占领萨尔布吕肯。沿萨尔河北岸突进齐格菲防线后，部队占领弗尔克林根以及萨尔兰其他的城市及城镇。3月31，该师重新分配至第三集团军。4月，部队参加攻克萨尔流域的行动，在欧胜日后，部队被委派占领任务，其指挥部分布在德国奥特贝格、巴特克罗伊茨纳赫、美茵河畔法兰克福以及奥兰尼施泰。

### 伤亡
- 战斗总伤亡： 3,919[2]
- 阵亡： 755[2]
- 受伤： 2,713[2]
- 失踪： 54[2]
- 被俘： 397[2]

### 分配单位

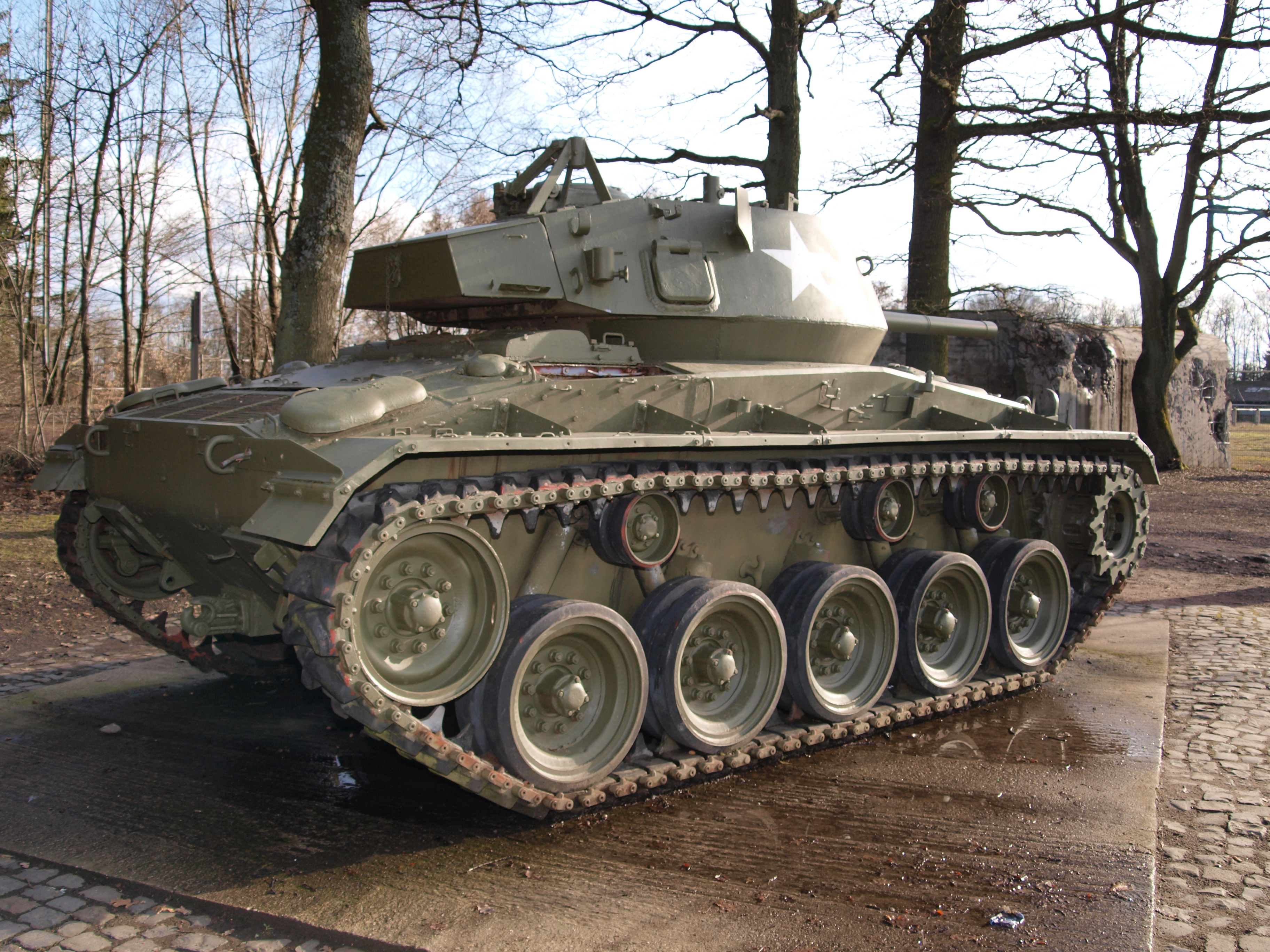
由第70步兵师老兵所捐赠的M24霞飞坦克，面对着斯皮舍朗高地上已成为废墟的防御工事

- 1944年12月20日：第六集团军群第七集团军
- 1944年12月28日：第六军
- 1945年2月3日：第十五军
- 1945年2月25日：第二十一军
- 1945年3月22日：第六集团军群第七集团军
- 1945年3月3日：第十二集团军群
- 1945年4月8日：第十二集团军群第三集团军

## 其他
- 绰号：开拓者
- 臂章：红色斧刃形臂章，其上有一个白色的斧头图案；斧头之下是俄勒冈州胡德山的图案，旁边是绿色的冷杉树。冷杉树代表第91步兵师（英语：91st Division (United States)），这是因为第70步兵师的首批军官与士官抽调自该部队。